# Woodbridge, Ontario

Woodbridge är en stor förort till staden Vaughan, strax norr om Toronto i södra Ontario. Beläget väster om Highway 400 och öster om Highway 50, norr om Steeles Avenue och söder om Major MacKenzie Drive West. Det var en gång en självständig ort innan sammanslagningen med närliggande samhällen för att bilda staden 1971. Den traditionella centrala kärnan är Woodbridge Avenue sträcker sig mellan Islington Avenue och Kipling Avenue norr om Highway 407.